# Fabian Toppo
Fabian Toppo (* 21. Dezember 1960 in Darupisa, Chhattisgarh) ist ein indischer Geistlicher und römisch-katholischer Bischof von Jalpaiguri.

## Leben
Fabian Toppo studierte Philosophie am Päpstlichen Priesterseminar in Pune und Theologie an der Päpstlichen Universität Urbaniana in Rom. Anschließend erwarb er einen Master in englischer Sprache und wurde an der Urbaniana in biblischer Theologie promoviert. Außerdem erwarb er an der Urbaniana ein Verwaltungsdiplom in Kanonischem Recht. Am 3. Dezember 1994 empfing er das Sakrament der Priesterweihe für das Bistum Jalpaiguri.
Nach der Priesterweihe war er zunächst bis 1998 Diözesandirektor des Kandidatenhauses sowie für die Ökumene und den interreligiösen Dialog. Anschließend war er drei Jahre lang Pfarrer in Mongradagni und seither – mit Unterbrechung durch weiterführende Studien – Professor und zeitweise Verwaltungsleiter des Morning Star Regional Seminary and College in Kalkutta. Ab 2016 war er an diesem Seminar Professor für biblische Theologie sowie Spiritual.
Papst Franziskus ernannte ihn am 8. Februar 2025 zum Bischof von Jalpaiguri. Die Bischofsweihe spendete ihm der Erzbischof von Kalkutta, Thomas D’Souza, am 1. Mai desselben Jahres in der Kathedrale von Jalpaiguri. Mitkonsekratoren waren der Erzbischof von Ranchi, Vincent Aind, und der Bischof von Raigarh, Paul Toppo.